# MacDillova letecká základna
MacDillova letecká základna (anglicky MacDill Air Force Base; kód IATA je MCF, kód ICAO KMCF, kód FAA LID MCF) je vojenská letecká základna letectva Spojených států amerických nacházející se 6,4 kilometru jihozápadně od centra města Tampa na Floridě.
Je domovskou základnou 6. křídla vzdušné přepravy (6th Air Mobility Wing; 6 AMW), která je podřízena 18. letecké armádě (Eighteenth Air Force) Velitelství vzdušné přepravy (Air Mobility Command). Toto křídlo disponuje tankovacími letouny Boeing KC-135 Stratotanker a dále tryskovými letadly Gulfstream V. 6. AMW je se svými KC-135 a 3000 zaměstnanci schopna zajistit doplnění paliva, kdekoliv je třeba, a to v globálním měřítku.
Základna byla vybudována v roce 1939, tehdy pod názvem „Southeast Air Base, Tampa“. Později byla pojmenována na počest plukovníka Leslieho MacDilla (1889–1938), amerického letce z první světové války.